# Genetta servalina archeri
La genetta servalina di Zanzibar (Genetta servalina archeri) è una sottospecie di genetta servalina endemica dell'isola di Unguja, nell'arcipelago tanzaniano di Zanzibar. Il suo status di conservazione è incerto.

## Storia evolutiva
Il parente più stretto conosciuto della genetta servalina di Zanzibar è la genetta servalina di Lowe, G. s. lowei, una sottospecie che vive sull'Arco Montuoso Orientale della Tanzania continentale. 
Questi due animali si sono presumibilmente evoluti separatamente alla fine dell'ultima era glaciale, quando Unguja si separò dall'Africa continentale in seguito all'innalzamento del livello del mare. 
La sopravvivenza della genetta servalina sull'isola è parallela a quella degli endemici leopardo di Zanzibar e colobo rosso di Zanzibar.

## Scoperta e descrizione
Sebbene la servalina fosse nota ai contadini zanzibariani, gli zoologi rimasero all'oscuro della sua esistenza fino all'ultimo decennio del XX secolo. Nel 1995 Tony Archer, un consulente naturalista al lavoro a Zanzibar, acquistò una pelle essiccata ed un cranio nel villaggio di Kitogani, nella zona centro-meridionale di Unguja. Questo esemplare venne in seguito descritto come una nuova sottospecie di genetta servalina (G. s. archeri) e gli venne dato un nome scientifico in onore di Archer.
Nel gennaio 2003 vennero fotografate per la prima volta delle genette servaline di Zanzibar vive nei pressi del Jozani-Chwaka Bay National Park. 
Le trappole fotografiche catturarono immagini delle servaline in quattro località, due nella foresta sommersa nel cuore del parco e due nella boscaglia secca del nord-est. Queste fotografie dettero nuove informazioni sulla distribuzione della genetta e sulle sue caratteristiche fisiche.